# Râul Cașva
Râul Cașva este un curs de apă, afluent al râului Gurghiu. 